# LBV 1806-20
LBV 1806-20 – gwiazda zmienna znajdująca się w odległości około 38 700 lat świetlnych od Ziemi w gwiazdozbiorze Strzelca.

## Właściwości fizyczne
Bezpośrednio po odkryciu LBV 1806-20 była uznawana za najjaśniejszą znaną gwiazdę, o jasności nawet 40 milionów większej od Słońca. Późniejsze badania zweryfikowały tę wartość i obecnie jest ona szacowana na około 2 miliony razy większą od jasności Słońca (absolutna wielkość gwiazdowa równa -11.0m).
Gwiazda LBV 1806-20 położona jest w kierunku centrum naszej Galaktyki. Bezpośrednie obserwacje tego obiektu w świetle widzialnym nie są możliwe z powodu przesłaniania go przez pył międzygwiazdowy. Można ją jednak obserwować w promieniach podczerwonych.
Nie jest wykluczone, że obiekt ten jest gwiazdą podwójną lub nawet gromadą gwiazd.